# Home Sweet Home (jeu vidéo)
 (novembre 2024).
 (novembre 2024).
Si vous disposez d'ouvrages ou d'articles de référence ou si vous connaissez des sites web de qualité traitant du thème abordé ici, merci de compléter l'article en donnant les références utiles à sa vérifiabilité et en les liant à la section « Notes et références ».
Pour les articles homonymes, voir Home Sweet Home.
Home Sweet Home est un jeu vidéo d'horreur épisodique développé et édité par le studio thaïlandais Yggdrazil Group (en), sorti le 27 septembre 2017 sur Microsoft Windows.

## Trame

### Résumé

#### Épisode 1
Tim doit retrouver sa femme Jane dans le building et il tente de fuir une jeune fille spectrale armée d'un cutter qui cherche à le tuer. Il croisera plusieurs spectres et il évitera de se faire repérer par ceux-ci qui risquent de donner l'alerte à la jeune fille spectrale. De plus, il y a un spectre géant qui peut trucider Tim, s'il le repère.

#### Épisode 2
Tim continue de retrouver sa femme Jane dans les bois sombre et il se confronte et tente de fuir a la danseuse spectrale qui cherche a le tuer et surtout il fera face a un vieux psychopathe et son colosse armé d'une machette. Tim est donc confronté à une horde de zombies et il sera aidé par un bonze.

### Univers
Cette univers se passe en Thaïlande dans un building, puis dans les bois et dans un théâtre, puis dans les endroits isolées et un temple.

### Personnages
Tim : le protagoniste de l'histoire qui veut retrouver sa femme.
Jane : la femme du protagoniste, enlevée par Ratri à la fin de l'épisode 1. Dans l'épisode 2, elle est assassinée par Chan et Chai à la scène finale.
Belle : la jeune fille spectrale armée d'un cutter et c'est la 1ere antagoniste. Elle est dans l'épisode 1 et son cadavre est visible dans l'épisode 2 à la scène finale.
Les Pretas et les Fantômes : Dans l'épisode 1, ce sont des spectres de Belle et s'ils repèrent le protagoniste, ils donnent alerte. Donc, un géant qui peut trucider le protagoniste s'il le repère. Dans l'épisode 2, ils sont sous forme de zombie.
Dew : un ami du protagoniste mentionné en message audio dans l'épisode 1.
Shane : le gars pour lequel Belle avait du béguin ; il a été pendu après le meurtre de Cherry qui est son ex petite amie. Il est dans l'épisode 1.
Cherry : l'ex petite amie et rivale de Belle qui l'a assassinée. Mentionnée dans l'épisode 1.
Ratri : la danseuse spectrale qui avait enlevé Jane à la fin de l'épisode 1 et c'est la seconde antagoniste. Elle est dans l'épisode 2.
Chai : le vieux psychopathe qui avait commandité le kidnapping de Jane et c'est le 3eme antagoniste. Il est dans l'épisode 2.
Le moine : c'est un bonze qui est le seul allié dans l'histoire. Il est dans l'épisode 2.
Chan : le colosse qui est le sbire de Chai et il est armé d'un machette et c'est le 4eme antagoniste. Il est dans l'épisode 2.
Tida : la sœur rivale de Ratri et elle est assassinée par cette dernière. Mentionnée dans l'épisode 2.
Ming : un spectre dans la vision du protagoniste et il est admirateur de Ratri. Il est dans l'épisode 2.

## Système de jeu
Le protagoniste ne peut pas attaquer, il doit s'échapper et se cacher.

## Accueil
- Jeuxvideo.com : 13/20[1] (PC)

## Postérité
Deux opus dérivés sont développés par la suite : Home Sweet Home: Survive, sorti le 8 février 2021 et Home Sweet Home: Online, le 22 juin 2023.